# Future World (Every Little Thing)
«Future World» es el segundo sencillo promocional lanzado por el grupo de origen japonés Every Little Thing, fue lanzado el 23 de octubre de 1996 y contiene un b-side. Debutó en el #20 en los charts de Oricon.

## Lista de canciones
1. «Future World»
2. «Season»
3. «Future World» (Instrumental)
4. «Season» (Instrumental)

- Datos: Q3274430